# Diglossa venezuelensis
Fura-flor-venezuelano (Diglossa venezuelensis) é uma espécie de ave da família Thraupidae.
É endémica da Venezuela.
Os seus habitats naturais são: regiões subtropicais ou tropicais húmidas de alta altitude.
Está ameaçada por perda de habitat.